# Плотный индекс
Плотный индекс (англ. dense index) — индекс в базах данных, файл с последовательностью пар ключей и указателей на запись в файле данных. Каждый ключ в плотном индексе, в отличие от разреженного индекса, ассоциируется с определённым указателем на запись в сортированном файле данных. Идея использования индексов пришла от того, что современные базы данных слишком массивны и не помещаются в основную память. Мы обычно делим данные на блоки и размещаем данные в памяти поблочно. Однако поиск записи в БД может занять много времени. С другой стороны, файл индексов или блок индексов намного меньше блока данных и может поместиться в буфере основной памяти, что увеличивает скорость поиска записи. Поскольку ключи отсортированы, можно воспользоваться бинарным поиском. В кластерных индексах с дублированными ключами плотный индекс указывает на первую запись с указанным ключом.